# Rod Janois
Rod Janois, nacido Rodrigue Janois el 5 de febrero de 1976 en Le Mans, es un cantautor francés.

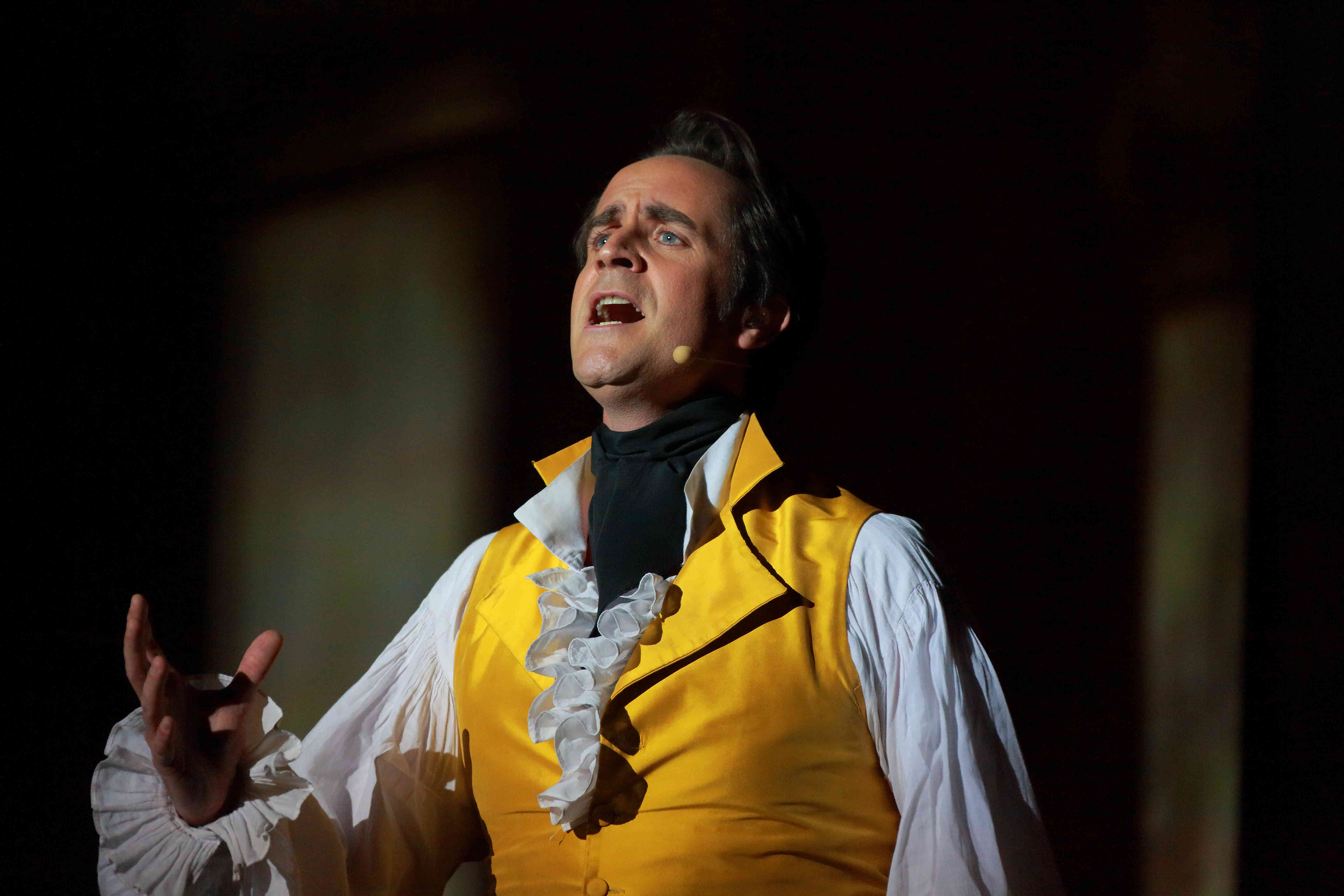
Rod Janois en la sala Galaxie de Amnéville, el 22 de marzo de 2013

## Carrera
Rod Janois realizó parte de sus estudios en el colegio Joachim-du-Bellay en Authon-du-Perche y luego en la escuela secundaria Rémy-Belleau en Nogent-le-Rotrou.
Después de estudiar derecho, Rod Janois fue descubierto en 1996 por Jean-Pierre Pasqualini y Jeff Barnel, quienes le sugirieron que se uniera a la banda de mezclas That's French. Con Vincent Niclo y Joanna Boumendil, grabó Discollector, que fue lanzado en el sello AVREP de Pierre-Alain Simon en BMG.
A principios de la década de 2000, publicó un primer álbum, todavía con BMG, luego compuso para otros artistas como Florent Pagny, Nolwenn Leroy o incluso Roch Voisine del sello Warner. En febrero de 2002, fue contactado por Alexandre Dencausse, para participar en el programa Le Fou du Roi, transmitido por radio France Inter. Acepta la invitación e interpreta una composición propia, seguida de un título de Tracy Chapman: Talking About Revolution, acompañado al piano por Richard Lornac, pianista habitual del espectáculo. En 2005 compuso dos títulos con su amigo William Rousseau, que ofreció al productor Dove Attia: Contre ceux d'en-haut y Tant qu'on rêve encore, que aparecería en el musical Le Roi Soleil.
Posteriormente, Rod Janois y William Rousseau formaron la Bande des cinq con Dove Attia, Olivier Schultheis y Jean-Pierre Pilot. Rod Janois co-compuso 11 títulos de Mozart, la ópera rock (incluidos Tatoue-moi y L'assasymphonie), un espectáculo para el que proporcionó las grabaciones vocales. También compuso una canción L'amour et son contraire para el espectáculo Dracula, l'amour plus fort que la mort.
Durante el verano de 2011, Rod Janois lanzó un single Repeat after me con la complicidad de Antoine Essertier. Actuó en el Olympia en la primera parte de Louis Bertignac, Mozart, l'opéra rock  en Toulon así como con la última en Bercy, el 10 de julio de 2011. En 2011, se dio a conocer al gran público interpretando Ça ira mon amour, el primer fragmento de 1789: Les Amants de la Bastille, espectáculo producido por Dove Attia y Albert Cohen que se estrenó en el Palais des sports de París el 29 de septiembre de 2012 y en el que encarna a Camille Desmoulins, la pluma de la Revolución Francesa. Rod Janois vuelve a co-componer la música de este espectáculo (excepto Sur ma peau, Les mots qu'on ne dit pas, La nuit m'appelle y A quoi tu danses)4.
En 2012, escribió, con su amigo William Rousseau, el título Les jours comme ça del álbum Sans attendre de Celine Dion. En 2014, co-compuso con Dove Attia la banda sonora de la serie Dreams: 1 Rêve 2 Vies en NRJ 12: Je veux tout y Dernière histoire. En 2015, compuso junto a Dove Attia, Zaho, Silvio Lisboa y Skread (productor y compositor de Orelsan) la mayoría de los títulos del Espectáculo "la légende du roi Arthur". 
En 2018 compuso e interpretó el título Merci infiniment para apoyar a la Fundación Abbé Pierre. En 2019 compuso e interpretó los títulos Holywood y luego Forever. En 2020 compuso el sencillo "J'ai encore rêvé de toi" para Ogee. El 12 de noviembre de 2021 se lanza una versión especial para celebrar los 10 años de la canción "Ca ira mon amour", versión reinterpretada con toques acústicos que la hacen más sinfónica.
El álbum Amour Platinium fue lanzado el 10 de diciembre de 2021 y contiene 11 pistas.
En 2022, compuso el nuevo sencillo "elle danse encore" que marca el gran regreso de Shy'm. También compondrá con su amigo de toda la vida Dove Attia, "Mi nombre es Jean-Baptiste", el segundo extracto del musical Molière l'Opéra Urbain.

## Discografía

### Sencillos
- 2002: Tombe le masque[4]
- 2011: Repeat after me
- 2012: Ça ira mon amour
- 2018: Merci infiniment
- 2019: Holywood
- 2019: Forever
- 2021: Ca ira mon amour version spéciale 10 ans
- 2022: Qui de nous ?

### Álbumes
- 2021: Amour Platinium

### Colaboraciones
- 2002: Cosa ne sai - Mario Barravecchia
- 2005: Mystère - Nolwenn Leroy
- 2005: Tant qu'on rêve encore, Contre ceux d'en-haut para el musical Le Roi Soleil
- 2005: Ne plus aimer - Roch Voisine
- 2006: Je suis, Envers et contre moi - Florent Pagny
- 2006: Rien ni personne, Plus que jamais - Emmanuel Moire
- 2009: Tatoue-moi, L'Assasymphonie y otros títulos para el musical Mozart, l'opéra rock
- 2009: Berlin - Christophe Willem
- 2011: L'amour et son contraire - Dracula, l'amour plus fort que la mort
- 2012: Ça ira mon amour y todas las canciones del musical 1789 : Les Amants de la Bastille
- 2012: Les jours comme ça - Céline Dion[5]
- 2015-2016: La Légende du roi Arthur de Dove Attia
- 2017: La fille du week-end, Plus loin y Juste toi et moi - Lenni-Kim
- 2017: Puisque - Shym
- 2018: Clockwork et Killers - Kristina Bazan
- 2021: J'ai encore rêvé de toi, Valse de printemps,Une dernière fois,Toxique,Amour d'été, - Ogee
- 2022:  Elle danse encore - Shy'm
- 2022:  Je m'appelle Jean-Baptiste - para el musical Molière l'Opéra Urbain

### Participaciones
- 2014: Le Chemin de Pierre [6] a beneficio de la Fondation Abbé-Pierre pour le logement des défavorisés